# Raymond Carl Jackson
Raymond Carl Jackson ( 1928 - 2008) fue un botánico, y genetista estadounidense.
En 1949, ingresó a la Universidad de Indiana, y obtuvo su licenciatura en artes en 1952; una maestría en artes en 1953. Y su título doctoral en filosofía por la Universidad de Purdue en 1955. Inició recolecciones en México en 1957 y continuó hasta la década de 1970.
Enseñó en la Universidad de Nuevo México, entre 1955 a 1958, y en la Universidad de Kansas, de 1958 a 1971, donde fue presidente del Programa interdepartamental de Genética del doctorado. Fue miembro de la Facultad de Ciencias Biológicas de la Universidad Tecnológica de Texas desde 1971 hasta 1997, sirviendo como presidente y profesor de 1971 a 1978. Fue nombrado para la cátedra Paul Whitfield Horn en 1980 y continuó sus investigaciones en genética y citogenética como Profesor Emérito Horn (1997) hasta su muerte.

## Algunas publicaciones
- raymond Carl Jackson. 1968. Hybridization and Classification of Haplopappus Brickellioides. Univ. of Kansas science bull. 47 (18 ): 8 pp.

### Libros
- raymond Carl Jackson. 1966. Some Intersectional Hybrids and Relationships in Haplopappus. Univ. of Kansas science bull. 11 pp.

- ----------------------------------. 1966. Index of current taxonomic research: Compiled by R.C. Jackson. Editor Internat. bureau for plant taxon. and nomenclature of the Internat. association for plant taxon. 96 pp.

- ----------------------------------. 1953. A Cytotaxonomic Study of Four Perennial Sunflowers: Helianthus mollis, H. doronicoides, H. tomentosus, and H. resinosus. Editor Indiana Univ. 76 pp.

## Honores
Miembro de
- Botanical Society of America
- American Association for the Advancement of Science, y presidente de la Rocky Mountain Division, 1989-1990
- Genetic Society of America
- Genetics Society of Canada
- American Society of Plant Taxonomist, International
- Organization of Plant Biosystematics, Delta Phi Alpha (National German Honorary Society), & Chi Sigma

Galardones
- 1992: Botanical Society of America Certificate of Merit, por contribuciones sobresalientes a la citogenética
- 1998: Special Service Award de la Mid-continent Section de la Botanical Society of America
- 1994: President's Award de la SWARM Division of the American Association for the Advancement of Science

- La abreviatura «R.C.Jacks.» se emplea para indicar a Raymond Carl Jackson como autoridad en la descripción y clasificación científica de los vegetales.[2]